# Лямпе, Альфред
Альфред Лямпе (пол. Alfred Lampe; 14 мая 1900, Варшава — 10 декабря 1943, Москва) — польский политик, публицист, деятель рабочего движения.

## Биография
Родился в 14 мая 1900 года в Варшаве, в семье ремесленника.
В 1921 году вступил в Коммунистическую партию Польши (КПП). В 1922 году стал одним из организаторов Коммунистического союза молодёжи Польши.
В 1926 году избран в Центральный комитет КПП и в 1926—1928 годах занимал должность секретаря КПП, с 1929 года — член Политбюро КПП. В 1930—1933 годах член Исполнительного комитета Профинтерна. Неоднократно был арестован, десять лет провёл в польских тюрьмах.
После немецкого нападения на Польшу в 1939 году перешёл на территорию СССР. С началом 1940 года близкий сотрудник В. Л. Василевской. Вместе с ней отправили в том же году письмо И. В. Сталину с призывом принимать бывших членов польской компартии в ряды ВКП(б).
Начало Великой Отечественной войны 22 июня 1941 года встретил в Минске. С 1942 года являлся редактором журнала «Nowe Widnokręgi». В 1943 году стал одним из организаторов «Союза польских патриотов» и одним из организаторов создания Войска Польского на территории СССР. Также с 1943 года стал редактором издававшейся в СССР польской еженедельной газеты «Wolna Polska».
Умер 10 декабря 1943 года в Москве. В 1945 году посмертно награждён Крестом Грюнвальда I класса. 14 октября 1964 года прах перезахоронен в Варшаве.

## Награды
- Крест Грюнвальда I класса (1945, посмертно)

## Сочинения
- Myśli o nowej Polske (пол.). — Warszawa, 1948.
- O Nowa Polske (пол.). — Warszawa, 1954.